# Diplazon novoguineensis
Diplazon novoguineensis là một loài tò vò trong họ Ichneumonidae.